# Pilaira dimidiata
Pilaira dimidiata är en svampart som beskrevs av Grove 1884. Pilaira dimidiata ingår i släktet Pilaira och familjen Mucoraceae.   Inga underarter finns listade i Catalogue of Life.